# Gunnar Smoliansky
Gunnar Smoliansky (né le 11 juillet 1933 à Visby et mort le 12 décembre 2019 à Boo) est un photographe suédois.

## Biographie
En 1975, Gunnar Smoliansky fonde avec d'autres photographes l'agence Bildhuset.
En 1980, il remporte le prix Stora Fotografpriset du magazine Photo et, en 2005, le prix Lennart af Petersens.

### Famille
Gunnar Smoliansky se marie en 1962 avec la chanteuse de jazz, Nannie Porres. Ils se séparent en 1974.

## Livres
- Slussen (2002)
- Waldemarsudde (2004)
- Sotbrand [Soot Fire] (2006)
- One Picture at a Time, Göttingen, Steidl, 2009  (ISBN 978-3865216151)